# Mártires de Albania

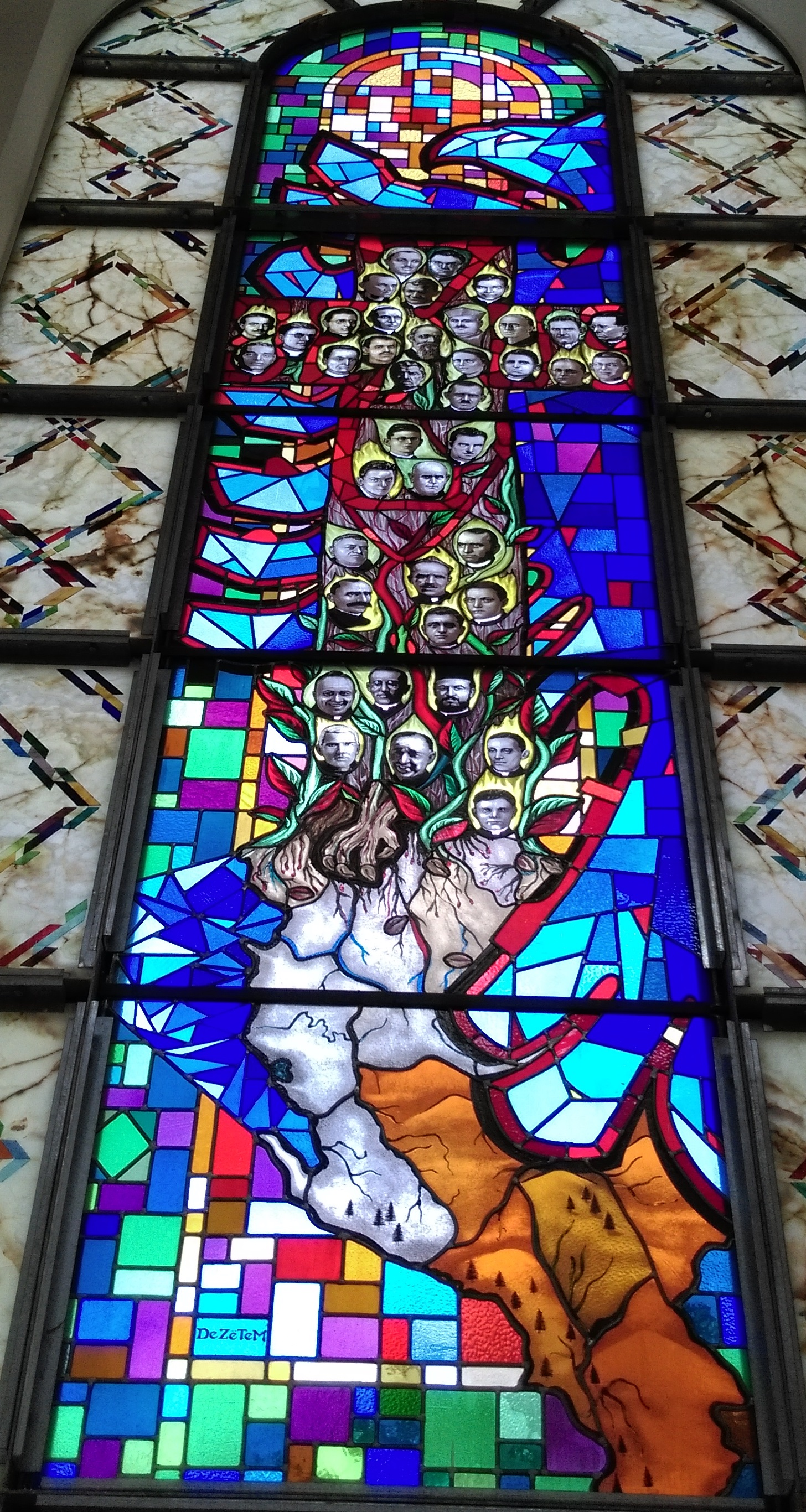
Mártires de Albania en vitrales de la Catedral de Madre Teresa en Prishtina

El nombre de mártires de Albania refiere a aquellos mártires cristianos asesinados como resultado de la persecución de cristianos por el régimen de Albania tanto en la primera mitad del siglo XX como en la Albania Comunista en la segunda mitad del mismo siglo, bajo el gobierno de Enver Hoxha (1944-1985). 
El martirio de la mayoría se efectuó poco después de la Segunda Guerra Mundial, entre 1945 y 1951, aunque 5 de ellos fueron martirizados años después, llegando hasta 1975. Las faltas de los mártires considerados por el régimen, fueron ser testigos de su fe. 38 de ellos fueron beatificados por el Papa Francisco en 2016. Los 38 mártires beatificados fueron 2 obispos, 21 presbíteros diocesanos, 7 frailes menores, 3 jesuitas, 4 laicos y 1 seminarista, de los cuales 35 eran albaneses, dos alemanes y uno italiano.
Este grupo fue los que cumplieron con todos los requisitos de un grupo de 130 sacerdotes católicos, 10 seminaristas y 8 religiosas que fueron torturados bajo diversos métodos y finalmente asesinados en ésos años, acusados de ser espías del Vaticano, razón suficiente para eliminarlos, por lo que la Iglesia de Albania se inscribe, por pleno derecho, en la lista de honor del martirologio cristiano del siglo XX.

## La persecución religiosa por el comunismo
El régimen comunista resultado de la Segunda Guerra Mundial y triunfo de la Unión de República soviéticas Socialistas y sus países aliados comunistas de Europa del este, entre ellos Albania, se opusieron a la religión, por lo que se eliminó y persiguió a los creyentes en donde ellos gobernaban. El odio de la fe, se vio expuesta y determinada a eliminar todo vestigio de religión tanto a las personas, nombres cristianos e instalaciones religiosas, siendo considerado por algunos como “el genocidio religioso de la dictadura comunista” y ser una página más de los diversos genocidios en la historia de Europa de siglo XX.
El 6 de febrero de 1967 el dictador de Albania comunista, Enver Hoxha proclamó en la Constitución como Estado Laico. Luego quiso hacer una propia religión albanesa por lo que llamó a Mons. Thaci y Mons. Prennushi para que colaboraran con él, que se separaran de la Santa Sede. Ambos rechazaron la propuesta. Continuó insistiendo después con su propuesta a Mons. Frano Gjini y le dijo : "Yo no separaré nunca mi grey, de la Santa Sede". Dio por iniciada la revolución cultural maoísta china, la cual detonó la “lucha de clases” y abolió el culto religioso, desaparecieron y destruyeron los templos, iglesias y mezquitas. 

### Eliminación de nombres cristianos
El régimen comunista, eliminó cualquier nombre de ascendencia cristiana, incluso en la escuela los niños eran llamados por otro nombre, distinto al propio. 

### Eliminación de creyentes
La libertad religiosa regresó en 1991, y desde entonces los papas Juan Pablo II y el papa Francisco, han visitado al país donde su población, formada por un 57 % de musulmanes, 10 % de católicos y 7 % de ortodoxos, ahora puede vivir su religión en paz.
Todos los mártires fueron asesinados porque creían en Jesucristo y porque ante la exigencia de régimen, no han aceptaron separarse a la Iglesia católica Albanesa de la Iglesia Católica Romana, como quería la dictadura comunista; decían que eran espías del Vaticano; porque conseguían bautizar y dar la comunión bendiciendo trozos de pan que recogían en la ración diaria.

## Beatificación
El papa Francisco, asistió a la ceremonia de beatificación de los 38 mártires en Albania, el 5 de noviembre del 2016, en Shkodra, en la Catedral San Esteban, ciudad de origen de varios de los ahí sacrificados, misma que fue presidida por el prefecto de la congregación de la Causa de los santos el cardenal Ángelo Amato.
Asistió el sacerdote sobreviviente albanés Ernest Simoni quien pasó 18 años en prisión, quien había sido condenado a muerte por haber ofrecido una misa a John F. Kennedy por lo que fue torturado y condenado. Luego ejerció su sacerdocio en la clandestinidad. Y en la ceremonia fue ordenado cardenal el 19 de noviembre del 2016. Asistieron también unos 20 000 fieles, cinco cardenales, el presidente de parlamento Ilir Meta, ministros de otras religiones.

### Los mártires
Los mártires del régimen comunista beatificados fueron:

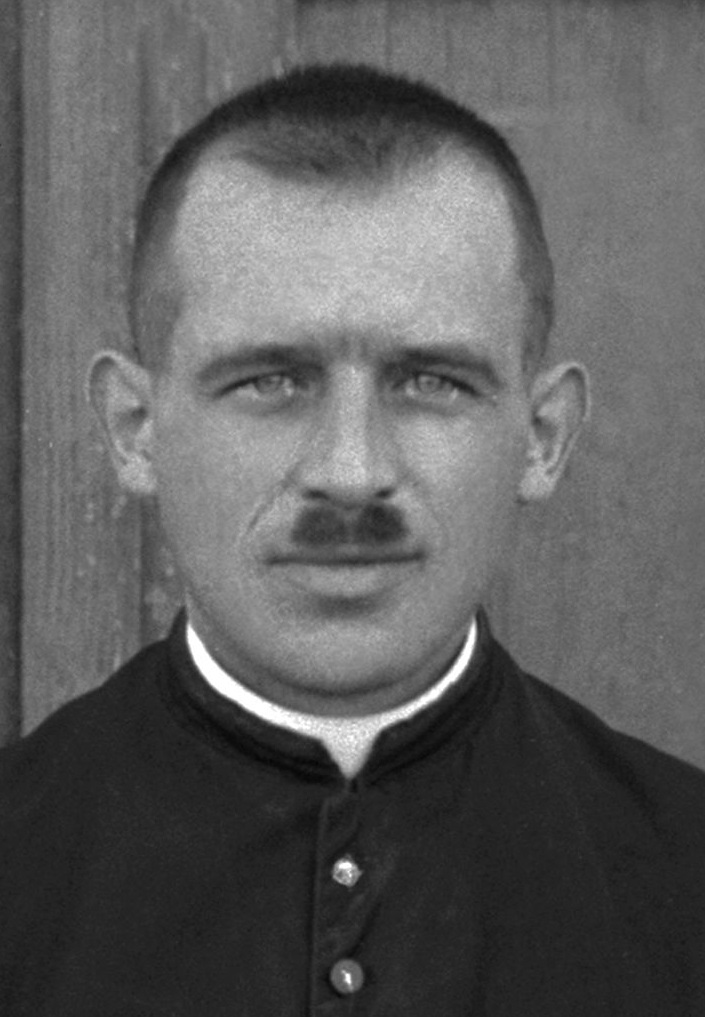
Alfons Tracki. Sacerdote alemán mártir y beato en Albania

1. Alfons Tracki. Sacerdote alemán mártir y beato en AlbaniaAleksander (Lekë) Sirdani, sacerdote franciscano de la Arquidiócesis de Scutari-Pult nacido el 1 de marzo de 1891. Huérfano a temprana edad. Estudió teología con los en Austria donde fue ordenado sacerdote en 1916. Fue arrestado el 27 de julio de 1948 para ser torturado y arrojado a una fosa séptica por lo que falleció el 29 de julio de 1948 murió asfixiado y sumergidos boca abajo en una fosa séptica, en Koplik.
2. Alfons Tracki sacerdote en el imperio alemán, en Bliszczyce, (hoy Polonia), el 2 de diciembre de 1896 fusilado el 8 de julio de 1946. sus últimas palabras fueron "No me arrepiento de morir, siempre que muera junto con mis hermanos, y haya contribuido, tanto como ellos, a vuestro bien y a la religión de Cristo."
3. Anton Muzaj, sacerdote de la Arquidiócesis de Shkoder-Pult, Nació en Vërnakolla, Croacia el 19 de marzo de 1921. Falleció la primavera 1948 en Shkoder.
4. Anton Zogaj, sacerdote de la Arquidiócesis de Tirana-Durres, asesinado el 31 de diciembre de 1946 en Durres.

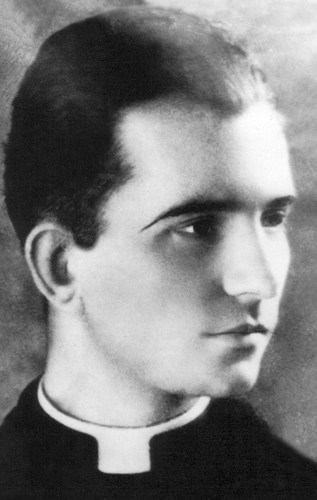
Anton Muzaj. Sacerdote y mártir albanés

5. Anton Muzaj. Sacerdote y mártir albanésBernardin (Zef) Palaj, sacerdote franciscano, nacido en 1894, fallecido el 2 de diciembre de 1947 en Shkodra, ex aerumnis carceris, (“Se consideran mártires aquellos que padecen por Cristo la cárcel, el exilio y otras adversidades, con tal de que esos padecimientos sean continuos hasta la muerte y conduzcan a la muerte) murió a causa de tétano, en el Convento de los Franciscanos convertido en cárcel para más de 700 detenidos.
6. Daniel Dajani, Nació en 1906. Se inscribió en el seminario jesuita en Chieri. Fungió como docente desde 1934 a 1940. Se ordenó sacerdote en 1942. Fue arrestado el 31 de diciembre de 1945 donde sufrió aislamiento, tortura y fusilamiento en Shkoder el 4 de marzo de 1946.
7. Dede Maçaj, sacerdote de la Arquidiócesis de Shkoder-Pult, fallecido el 28 de marzo de 1947 en Përmet.
8. Dede Plani, sacerdote de la Arquidiócesis de Shkoder-Pult, muerto el 30 de abril de 1948 en Shkodra.
9. Dede Malaj, sacerdote de la Arquidiócesis de Shkoder-Pult, fallecido el 12 de mayo de 1959 en Shkodra.
10. Dede (Ciprian) Nikaj, sacerdote franciscano. Nacido en 1900, huérfano a los 5 años y educado por franciscanos en Austria. Fue ordenado sacerdote en Roma en 1924. Autor de literatura religiosa, científica, histórica y política y textos escolares y a primera novela albanesa. Fue arrestado y acusado de ocultar armas en el altar de la iglesia y después de 5 años en prisión murió en prisión fusilado el 11 de marzo de 1948 en Shkodra.
11. Ejëll Deda, sacerdote de la Arquidiócesis de Shkoder-Pult, acaecido el 12 de mayo de 1948 en Shkodra.
12. Frano Gjini, Obispo de Shën Llezhri-Oroshit (en la actualidad diócesis de Rrëshen) abad y delegado apostólico, recibió la propuesta de separarse de roma a lo que repuso: “Jamás separaré mi rebaño de la Santa Sede” Fue martirizado el 11 de marzo de 1948 en Shkodra. Esto desencadenó la reacción oficial que condujo a la encarcelación de unos 170 sacerdotes.
13. Fran Mirakaj laico consagrado de la Arquidiócesis de Shkoderi-Pult, sacrificado en septiembre de 1946 en Tirana.
14. Gaspër (Mikel) Suma, muerto el 16 de abril de 1950 en Escútari por las torturas recibidas.
15. Giovanni Fausti, nació en Brescia, Italia. El mayor de 12 hijos. Realizó los estudios y se ordenó sacerdote el 9 de julio de 1922. Luego ingresó como jesuita en 1924. Fue compañero del futuro papa Pablo VI. Reclutado como militar de 1917 a 1920. Continuó sus estudios teológicos en la Universidad Pontificia Gregoriana de Roma. Volvió a Brecia y después fue enviado a Albania de 1929 a 1932 como profesor. Se contagió de tuberculosis, y fue herido de bala en 1942. Fue arrestado en 1945 donde fue torturado y fusilado en Shkodra el 4 de marzo de 1946 a los 47 años.
16. Gjelosh Lulashi, laico de la Arquidiócesis de Shkoder-Pult, caído el 4 de marzo de 1946 en Shkodra.
17. Gjon (kole) Shllaku, sacerdote franciscano, nacido en el 1907, ordenado sacerdote en 1931 en Bélgica. Condenado a ser fusilado en Escútari el 4 de marzo de 1946.
18. Gjon Pantalia, sacerdote jesuita, Nacido el 2 de junio de 1887 en Kosovo. Se inscribió en Soresina Italia como religioso jesuita (no sacerdote). Fue arrestado y ultimado el 31 de octubre de 1947 en Shkodra
19. Gjon (Serafín) Koda, sacerdote franciscano nacido el 25 de abril de 1893, en Serbia. Ordenado en 1925.Muerto a causa de las torturas; exhaló su último suspiro con la laringe fuera de la garganta, el 11 de mayo de 1947 en Lezhë.
20. Jak Bushati, sacerdote de la Arquidiócesis de Shkoder-Pult, acaecido el 12 de febrero de 1949 en Shkodra.
21. Josif Mihali, sacerdote católico de rito bizantino italo-albanés, de la administración apostólica de Albania del Sur (Rito greco católico albanés). Estudió en Roma donde se ordenó sacerdote el 1 de diciembre de 1935. Regresó a Albania en 1936. Fue arrestado en 1945 sentenciado a trabajos forzados en los pantanos. Por cansancio, cayó exhausto en el pantano de Maliq, donde fue sepultado vivo en el barro en Maliq, por órdenes de los guardias el 26 de octubre de 1948.
22. Josef Marxen, sacerdote, alemán fusilado el 16 de noviembre de 1946 en Tirana.
23. Jul Bonati, sacerdote de la Arquidiócesis de Tirana en Durres fallecido el 5 de noviembre de 1951 en Shkoder
24. Karl (Ndue) Serreqi, sacerdote franciscano nacido en 1911, fallecido el 4 de abril de 1954 en Burrel, por los maltratos recibidos, se le negó asistencia médica.
25. Lazër Shantoja sacerdote jesuita de la Arquidiócesis de Shkoder-Pult. Nació el 2 de septiembre de 1892. Estudió en Innsbruck Austria donde aprendió alemán y piano. Se ordenó sacerdote en 1920. Suiza por influencia de un tío. fue torturado, le amputaron las manos y los pies; y así lo mostraron a su madre, la cual enloquecida y desesperada declaró: "Compro yo la bala para matarlo, pero no lo dejéis más en estas terribles condiciones". Murió por un balazo en el cuello el 5 de marzo de 1945 en Tirana, capital de Albania.
26. Luigj Prennushi, sacerdote de la diócesis de Sapë. Nació en 1896, ordenado sacerdote en 1921 en Italia. Volvió a Albania en 1921. Fue arrestado e 5 de diciembre de 1946 y ejecutado el 24 de enero de 1947 en Shelqet, condado de Shkoder.
27. María Tuci, joven laica, nacida en 1928. Fue aspirante a la vida religiosa de las Hermanas Franciscanas Estigmatinas.[4]Trabajó como maestra de escuela de niños. Detenida el 10 de agosto de 1949, falleció el 24 de octubre de 1950 en Escútari por las torturas recibidas. Sus últimas palabras fueron “Doy gracias a Dios por que muero libre”.
28. Marin Shkurti, sacerdote de la Arquidiócesis de Shkoder-Pult fallecido en abril de 1969 en Shkoder
29. Marcos Çuni, seminarista de la Arquidiócesis de Shkoder-Pult sacrificado el 4 de marzo de 1946 en Shkodra.[5]Un libro ha sido escrito bajo el nombre de “Mark Cuni y los mártires de Albania”[6]
30. Marcos (Xhani) Gjani, sacerdote en Mirdita[7]de la Arquidiócesis de Shkoder-Pult. Nació el 10 de julio de 1909 en Pulaj Albania. Estudió en Génova filosofía y teología, ordenado sacerdote el 21 de marzo de 1942. Lo colgaron de los brazos y le pidieron que renegara de Cristo y su respuesta fue ¡Viva Cristo Rey! Fue asesinado y su cuerpo echado a un canal para que fuera comido por los perros en 1947 en Shën Pal.
31. Mikel Beltoja, sacerdote de la Arquidiócesis de Shkoder-Pult. Nacido en 1935. Arrestado por oficiar misas clandestinas. Fallecido el 10 de febrero de 1974 en Shkodra
32. Mati (Pal) Prendushi, sacerdote franciscano, nacido el 2 de octubre de 1881, guardián del convento San Francisco de Gjuhadol. Ordenado sacerdote en 1904. En 1911 fue arrestado y condenado a muerte por activismo político, aunque luego fue liberado. Arrestado en septiembre de 1946 por los comunistas. Se le exigió separarse de la Santa Sede de Roma, y fundar la iglesia nacionalista albanesa, pero no aceptó, por lo que fue condenado y fusilado el 11 de marzo de 1948 en Shkodra.
33. Ndoc,Suma sacerdote de la Arquidiócesis de Shkoder-Pult, fallecido el 22 de abril de 1958 en Shkodra
34. Ndre Zadeja, de la arquidiócesis de Shkoder-Pult. Pronunció palabras antes del comunismo en su patria, el 16 de agosto de 1944, en la fiesta de san Roque que se celebra en Shiroka, durante la procesión: "Quiero deciros hoy dos palabras a vosotros, y especialmente a los jóvenes: una nube negra, cargada de una ideología roja, se cierne sobre vuestra cabeza entre ellos y tiene la intención de descargar sobre vosotros, la negación de Dios. Si así sucede, no podréis hacer nada contra ella: sólo soportarla con todos sus males". Fue fusilado el 25 de marzo de 1945 en Shkodër, centro del catolicismo y de la cultura albanesa.
35. Pjetër Cuni, un sacerdote de la Arquidiócesis de Shkoder-Pult, falleció el 29 de julio de 1948 murieron sumergidos boca abajo en una fosa séptica en Koplik, al norte de Shkoder
36. Qerim Sadiku laico, de la Arquidiócesis de Shkoder-Pult, nacido el 18 de febrero de 1919, fallecido el 4 de marzo de 1946 en Shkodra

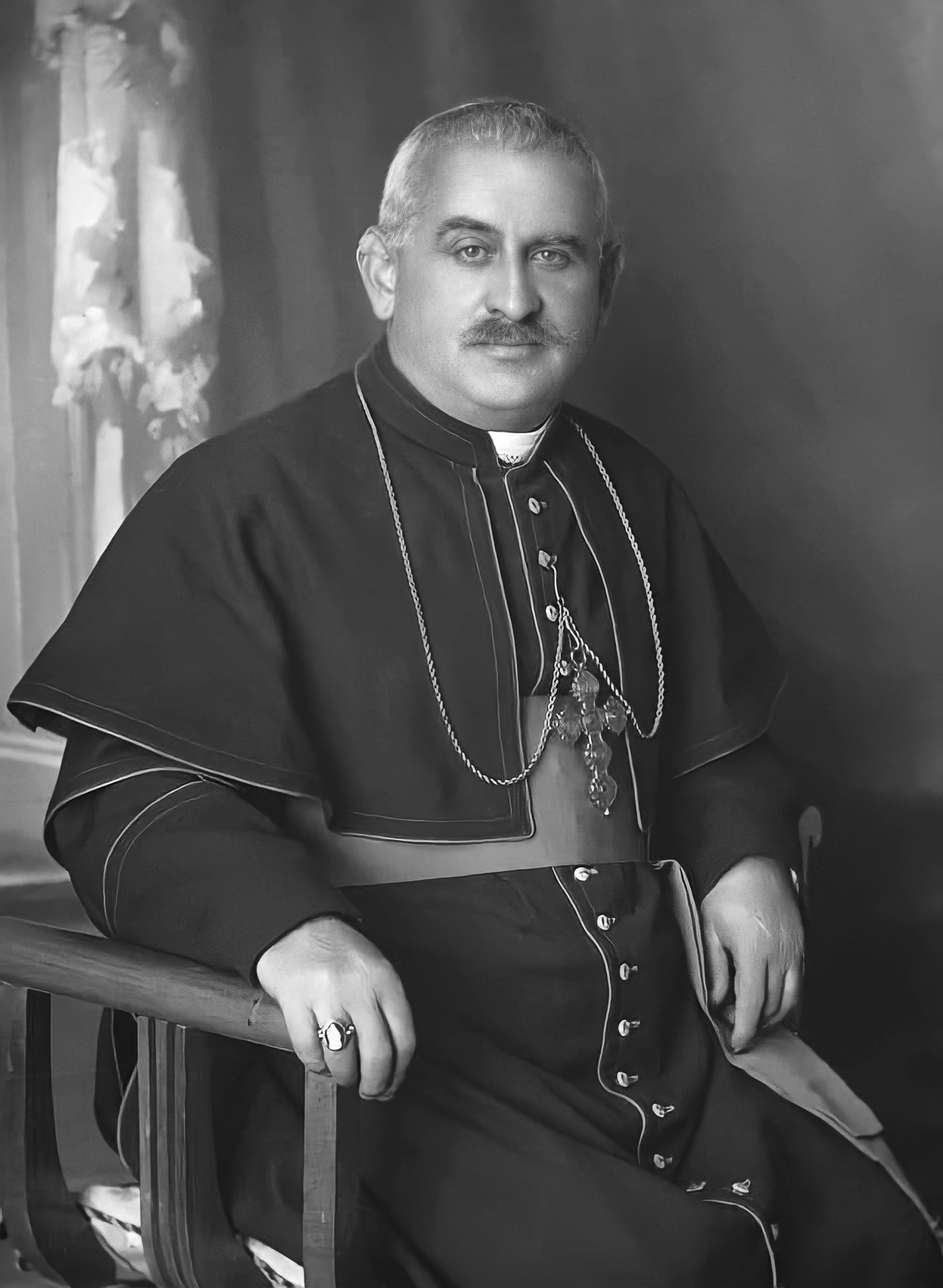
Vinçenc Prennushi, Obispo mártir y beato albanés

37. Vinçenc Prennushi, Obispo mártir y beato albanésShtjefen Kurti, sacerdote de la Arquidiócesis de Tirana en Durres, fallecido el 20 de octubre de 1971 en Fushe-Krujë.[8]
38. Vinçenc Prennushi, (1885 - 19 de marzo de 1949), franciscano, Arzobispo de Durrës (Dirraquio) Primado de Albania, dos veces Ministro Provincial. Él y Gafueron acusados, injustamente, de haber escondido armas debajo del altar de San Antonio, en su iglesia, muerto por los maltratos recibidos en la cárcel de en Durres.[9]

## Otros mártires de Albania
Algunos mártires adicionales de Albania son:
1. Luigi Paliq, (21 de febrero de 1879 en Jenieve Kosovo- Gjakova Kosovo en 1913). Originalmente nació como Mateo. Se trasladó Albania donde ingresó a los franciscanos de las órdenes menores en Lezhe, terminando sus estudios en Italia, siendo ordenado el 21 de septiembre de 1901, cambiando su nombre a Luis por la influencia de San Luis Gonzaga. Sirvió en Kosovo. Fue párroco en la arquidiócesis de Scutari entre 1907 y 1912. Rector del santuario de San Antonio de Gjakova (Kosovo). Se opuso a los soldados montenegrinos en su campaña de conversión forzada a la ortodoxia.[10] Martirizado por negarse a convertirse el 7 de marzo de 1913.[11] El decreto de martirio ha sido aprobado el 20 de junio de 2024, abriendo el camino a su beatificación.[12]
2. Gjion Gazulli, (26 de marzo de 1893, Dajç, Albania - 5 de marzo de 1927, Shkodër, Albania) fue un sacerdote católico albanés, mártir. En 1912 fu a estudiar a Roma. En 1923 se involucró en la actividad política, colaborando con Luigj Gurakuqi. Después del regreso de Ahmed Zogu al poder en enero de 1925, Gazulli se hizo famoso, como su crítico, por ser un gobernante inaceptable, y luego se convirtió en instigador de la rebelión antigubernamental que tuvo lugar en el invierno de 1926 en la tierra de Dukagjin y la tierra de los mirditas. Ejecutado públicamente en Shkodër en la horca el 5 de marzo de 1927. Las últimas palabras del sacerdote antes de su ejecución fueron: “Muero inocente. Viva Cristo, nuestro rey. Viva la Iglesia Católica, madre nuestra. Viva el Papa, nuestro padre. Larga vida a Albania y a los verdaderos albaneses”.
3. Nikole Gazulli (Dajç, Albania, 15 de junio de 1895 - Vrith, Albania, 23 de marzo de 1946) fue un párroco albanés, lexicógrafo y etnográfo, interesado en albanología. En marzo de 1946, las fuerzas comunistas lo encontraron escondido en una cueva cerca de Shkrel, y lo detu- eron bajo sospecha de pertenecer al grupo disidente SIM. Según el padre Pllum, fue asesinado por su anfitrión, Nikollë Prekushi. Junto con su hermano es uno de los mártires albaneses.
4. Gaspër Thaçi, (1897- 26 de marzo de 1946), arzobispo de Shkodër, sacerdote franciscano, junto con dos de sus compañeros fueron falsamente acusados de haber escondido armas debajo del altar de San Antonio, en su iglesia, sin asistencia médica, junto con Ciprian y Vincent.
5. Antón Harapi, albanés, franciscano filósofo, sociólogo, autor y superior provincial de los Hermanos Menores. Nació el 5 de enero de 188. Cuando lo estaban llevando al fusilamiento, se preocupaba porque la sotana no se manchara, el oficial le dijo que de todas maneras iba a morir en el fango y el padre respondió; “toda a vida he estado limpio y no quiero morir en la suciedad”. Bendijo al pelotón de fusilamiento diciendo “Perdónalos porque no saben lo que hacen”; “Viva Cristo Rey, y Viva Albania”. Falleció el 20 de febrero de 1946 en Tirana. Josif Papamihali

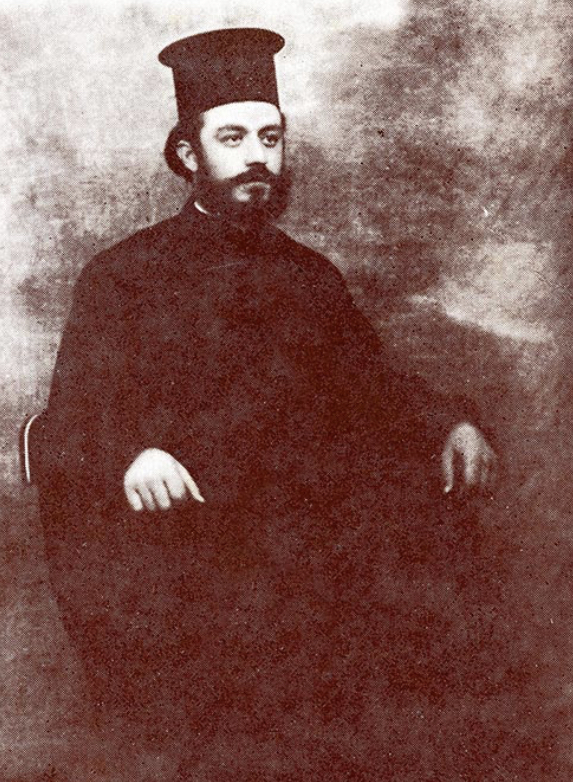
Josif Papamihali

## Reconocimiento a los mártires

### Cementerio de los mártires
Dos cementeros en Albania están dedicados a los mártires de la guerra, aunque no a los mártires cristianos. Los dos cementerios de mártires caídos son producto de la Segunda Guerra Mundial, en Albania. Uno es el cementerio nacional de los mártires de Albania en Tirana capital de Albania y el otro es el Cementerio de los mártires en la ciudad de Korce, séptima en importancia en Albania. 

### Bulevar de los mártires
Un bulevar está dedicado a los mártires

### Frescos conmemorativos a los mártires cristianos.
Al menos dos murales describen algunos aspectos que muestra a los frailes encadenados cargando fusiles previamente escondidos por las autoridades y otro muestran ángeles, niños preguntando, sacerdotes absolviendo pecados y gente del pueblo observando los hechos.
Un tercer fresco conmemorativo es pintado en la iglesia.